# Lucian Zabel

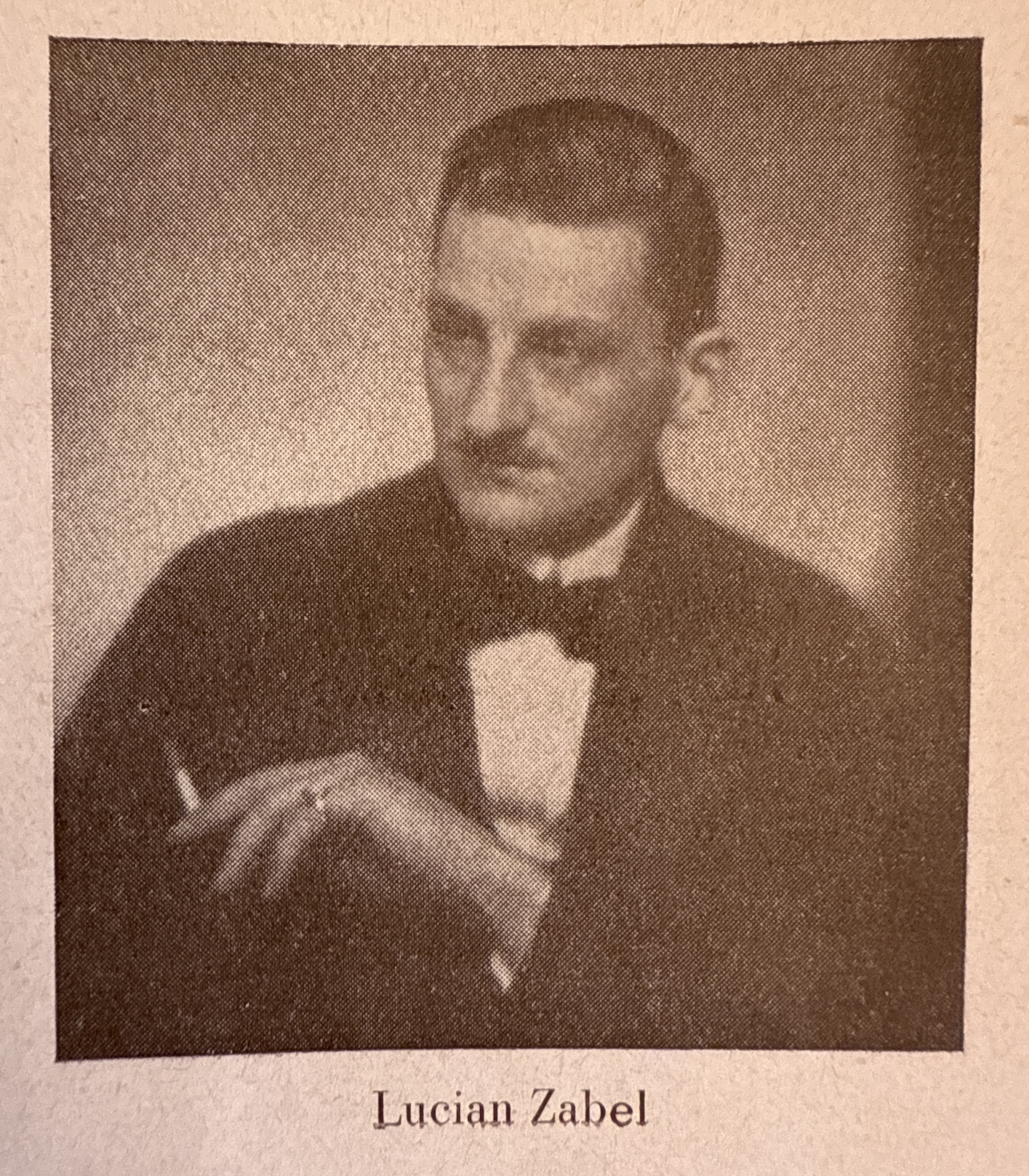
Foto von Lucian Zabel - Gebrauchsgraphik international advertising art 1924

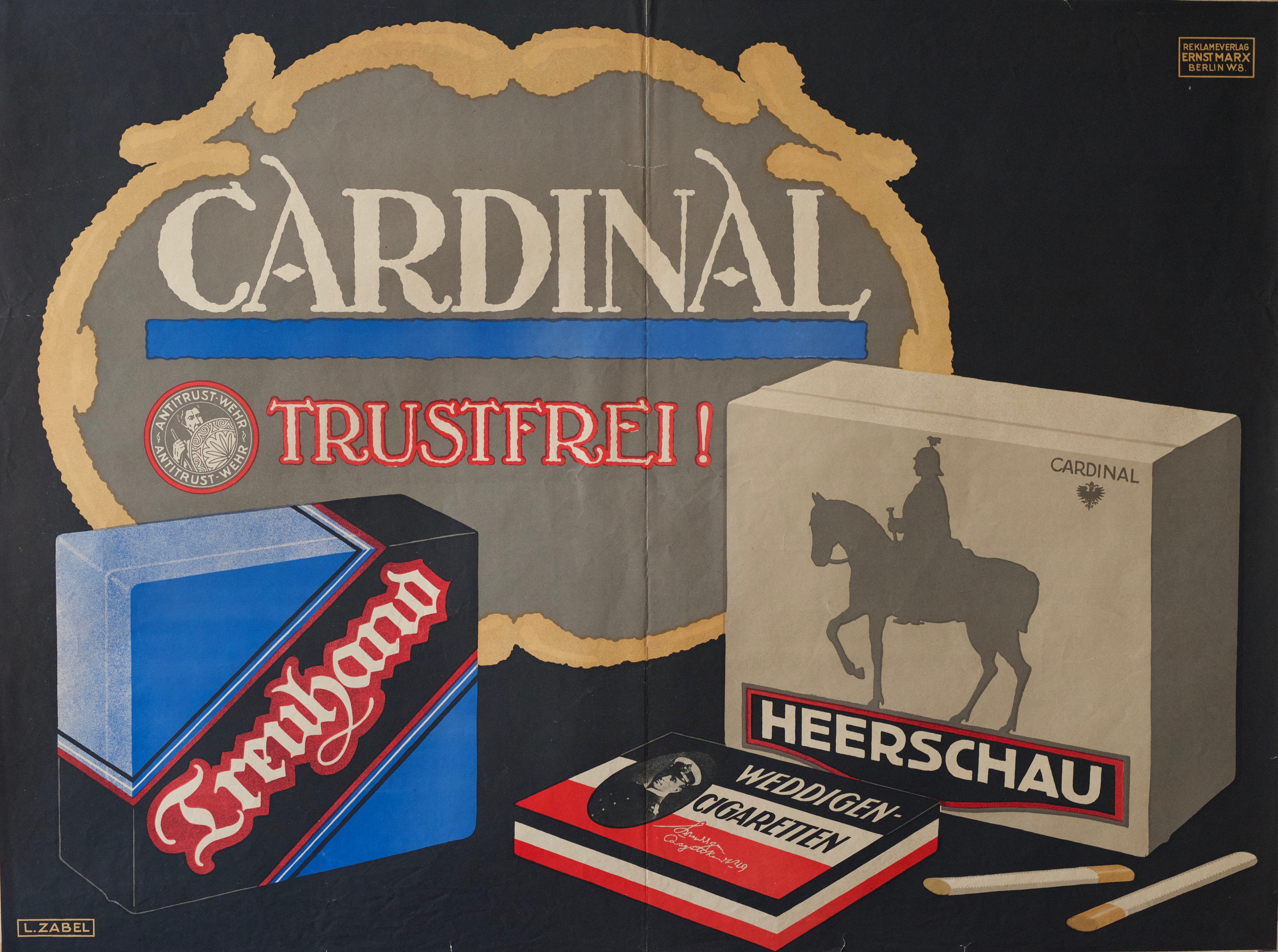
Cardinal Trustfrei Plakat (1915)

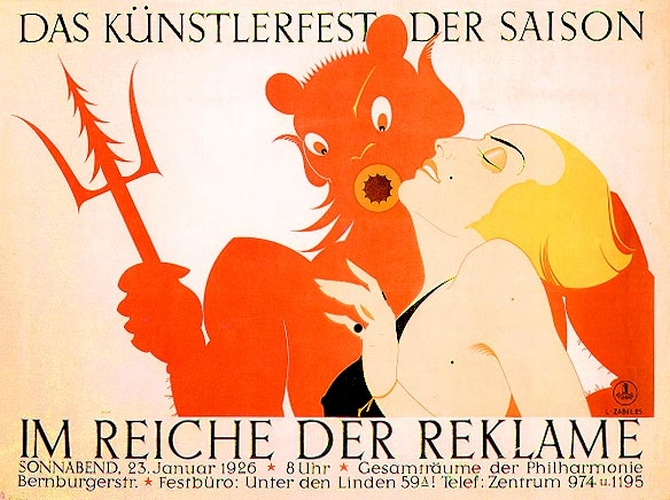
Plakat (1926)

Lucian Zabel (Lucien), eigentlich Gerhard Zabel (* 26. Mai 1893 in Kolberg; † 24. April 1936 in Berlin) war ein deutscher Gebrauchsgraphiker.

## Leben
Zabel studierte an der Akademie der Bildenden Künste in München und war dann Schüler von Julius Klinger in Berlin.
Ab 1913 war er für den Reklameverlag Ernst Marx in Berlin tätig.